# Bronchoconstriction

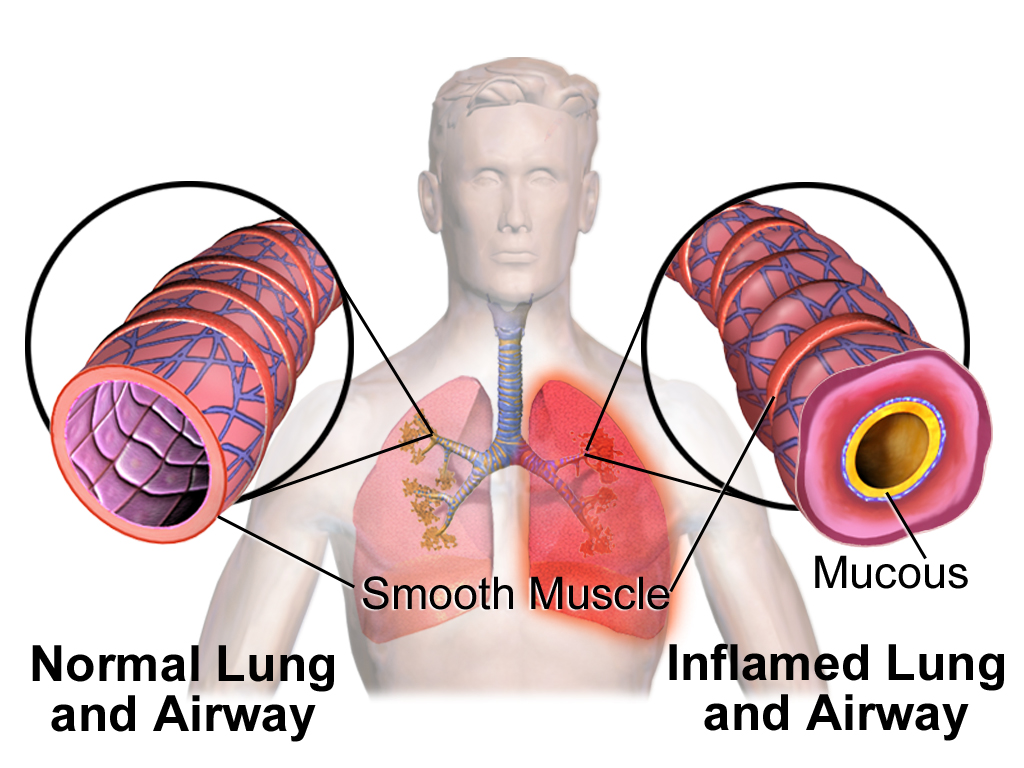
Illustration 3D d'une bronchoconstriction par contraction des muscles lisses ("smooth muscle") des bronches

La bronchoconstriction est le rétrécissement du calibre des bronches à cause d'une contraction des muscles bronchiques.
La bronchoconstriction est due à la fixation de l'acétylcholine[réf. nécessaire] sur les récepteurs muscariniques (contraction des muscles lisses des bronches au niveau des poumons). Elle crée une obstruction des bronches qui peut entrainer une difficulté respiratoire. Elle est l'une des manifestations importante de l'asthme mais s'observe aussi, entre autres dans la BPCO.
Elle peut aussi être causée par une concentration trop forte en facteur d'activation plaquettaire (PAF). De plus, la bronchoconstriction peut être un symptôme du syndrome d'activation mastocytaire.
Les principaux signes de bronchoconstriction sont les sibilances à l'auscultation. On peut en objectiver l'importance par la spirométrie.